# 帯刀貞代
帯刀 貞代（たてわき さだよ、1904年6月7日 - 1990年3月31日）は、日本の女性運動家、新日本婦人の会代表委員。

## 来歴

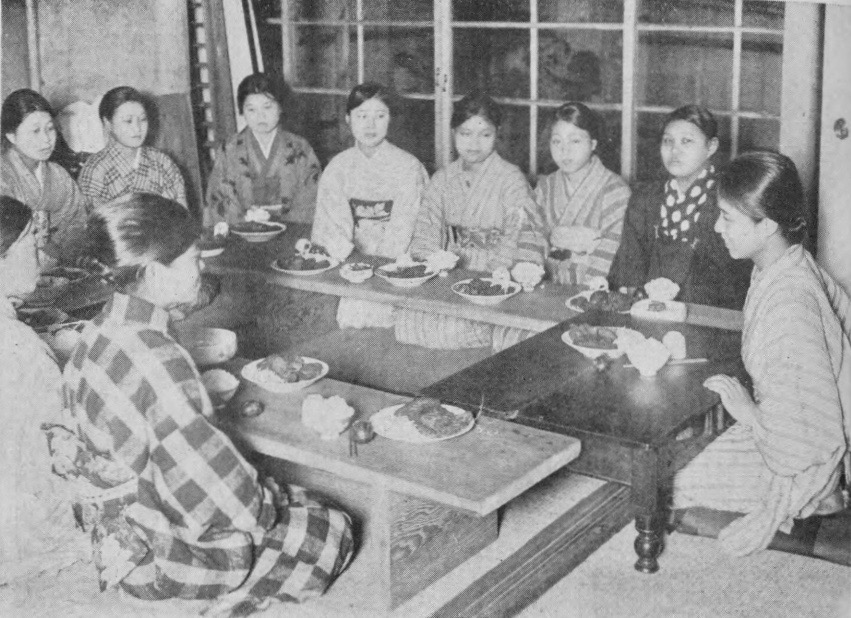
1929年8月、「労働女塾」を開いた。右端が帯刀。

島根県飯石郡掛合村（現・雲南市）出身。松江高等女学校（現・島根県立松江北高等学校）卒業後の1924年に上京、織本利との結婚をきっかけに労働運動に関わる（1929年離婚）。昭和初め、全国婦人同盟や無産婦人同盟の結成に参加した。
1929年8月、東洋モスリン亀戸工場の女性労働者を主たる対象として「労働女塾」を開いた。労働者意識と女子教育を組み合わせた教育活動を行う。1930年同工場の閉鎖を巡る労働争議に参加、その後検挙と投獄を繰り返しながら執筆活動を行った。戦後も婦人解放運動に取り組んだ。
1962年10月19日、新日本婦人の会が結成され、初代代表委員に帯刀、平塚らいてう、羽仁説子、丸岡秀子、勝目テル、櫛田ふきの6人が選ばれた。

## 著書
- これからの婦人 世界画報社 1948
- 働く女性のために 雄文社 1949
- 日本の婦人 婦人運動の発展をめぐって 岩波新書 1957
- 女性の生き方 新日本新書 1973
- ある遍歴の自叙伝 草土文化 1980.6
- 日本労働婦人問題 ドメス出版 1980.7

共著
- 戦後婦人運動史 長谷川章子、井手文子共著 大月書店 1960（戦後運動史双書）